# La Francheville
La Francheville is een gemeente in het Franse departement Ardennes (regio Grand Est). De plaats maakt deel uit van het arrondissement Charleville-Mézières. La Francheville telde op 1 januari 2022 1.647 inwoners.
De gemeente werd op 22 maart 2015 opgenomen in nieuwgevormde kanton Charleville-Mézières-4 nadat het kanton Mézières-Est, waar de gemeente tot dan toe onder viel, werd opgeheven.

## Geografie
De oppervlakte van La Francheville bedroeg op 1 januari 2022 6,79 vierkante kilometer; de bevolkingsdichtheid was toen 242,6 inwoners per km².
De onderstaande kaart toont de ligging van La Francheville met de belangrijkste infrastructuur en aangrenzende gemeenten.

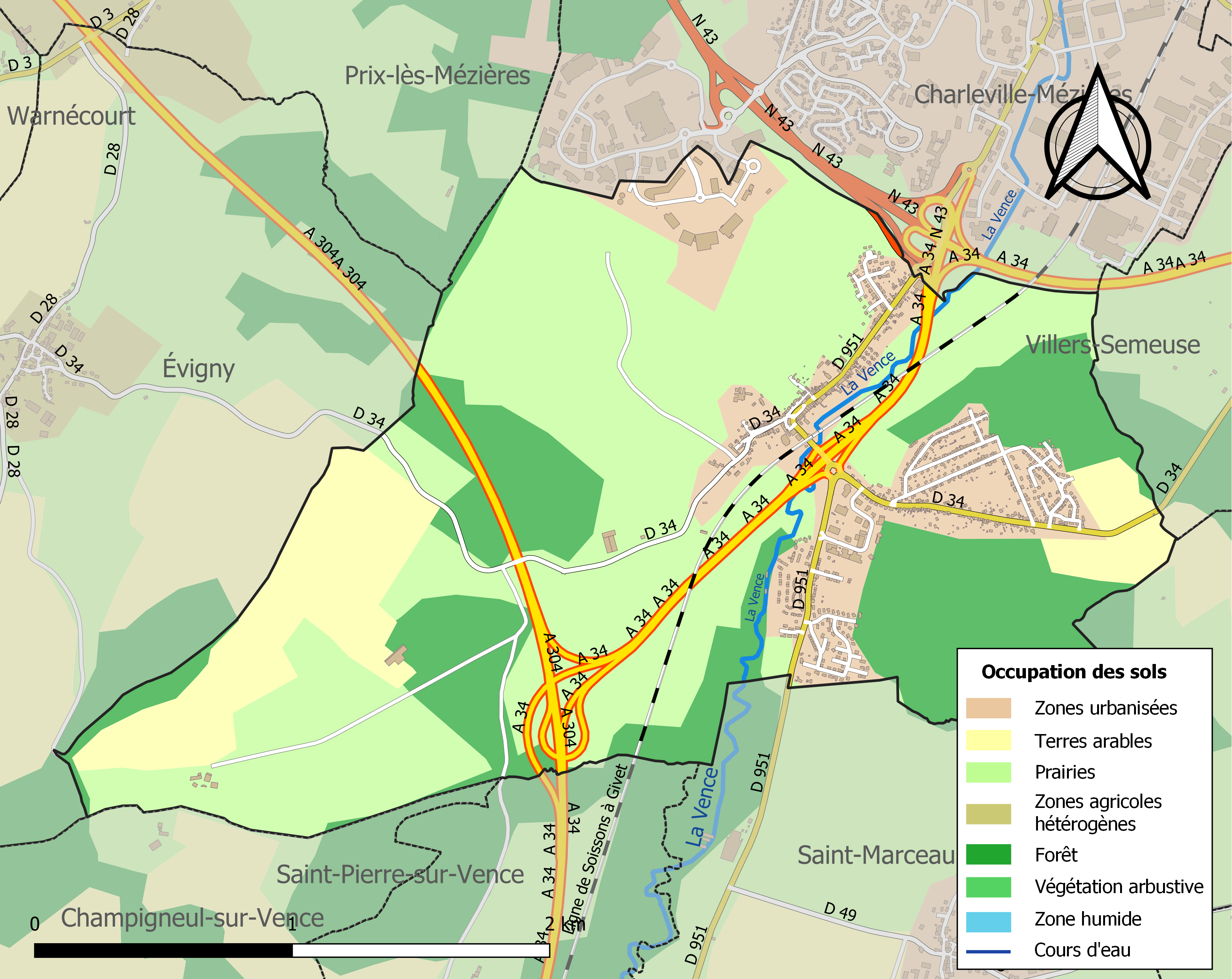

## Demografie
Onderstaande figuur toont het verloop van het inwonertal (bron: INSEE-tellingen).

Vanwege een beveiligingsprobleem met de MediaWiki Graph-software is het momenteel niet mogelijk deze grafiek weer te geven. Zodra de software is bijgewerkt zal de grafiek vanzelf weer zichtbaar worden.

## Afbeeldingen

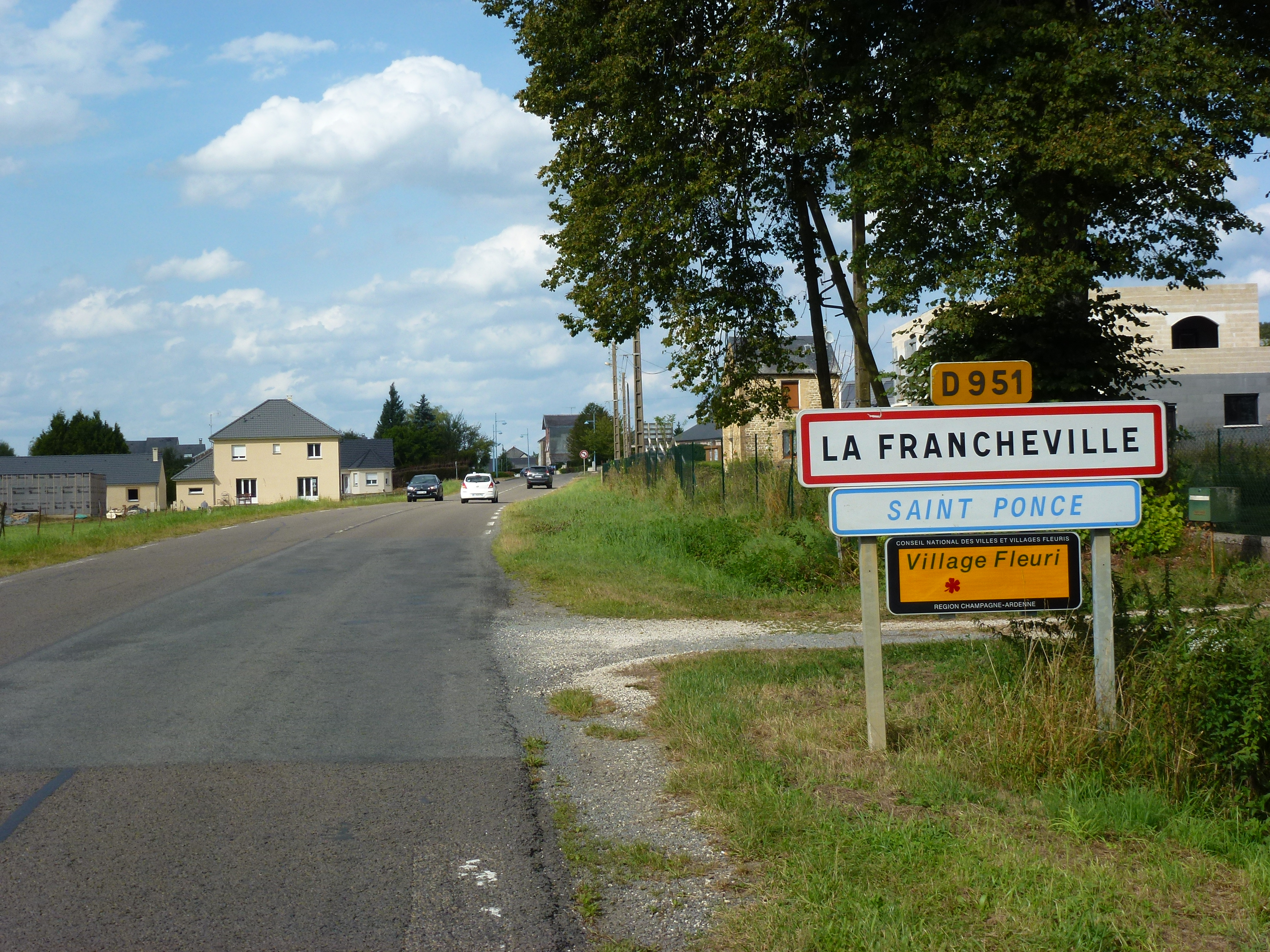
Entree van La Francheville
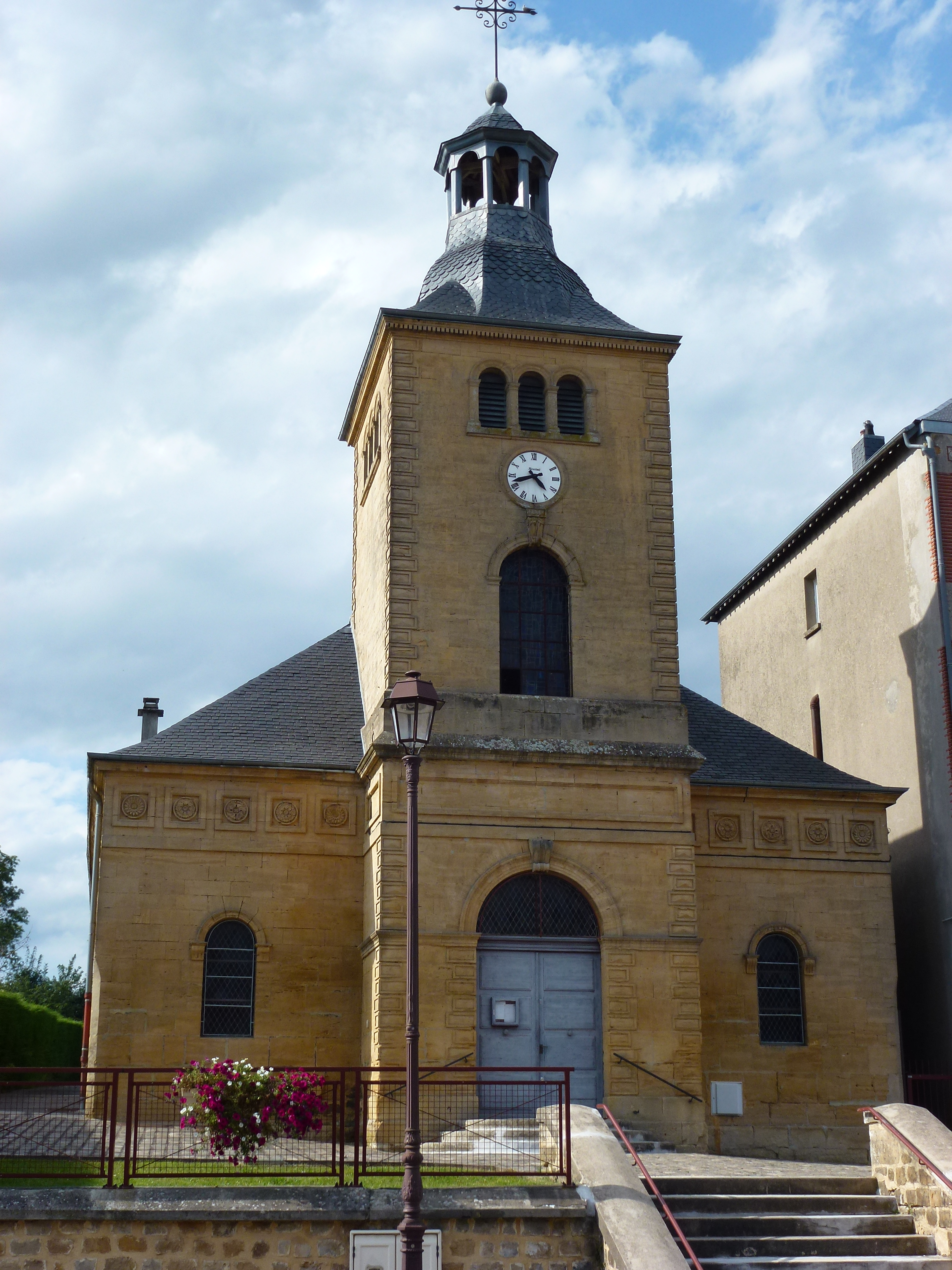
De kerk
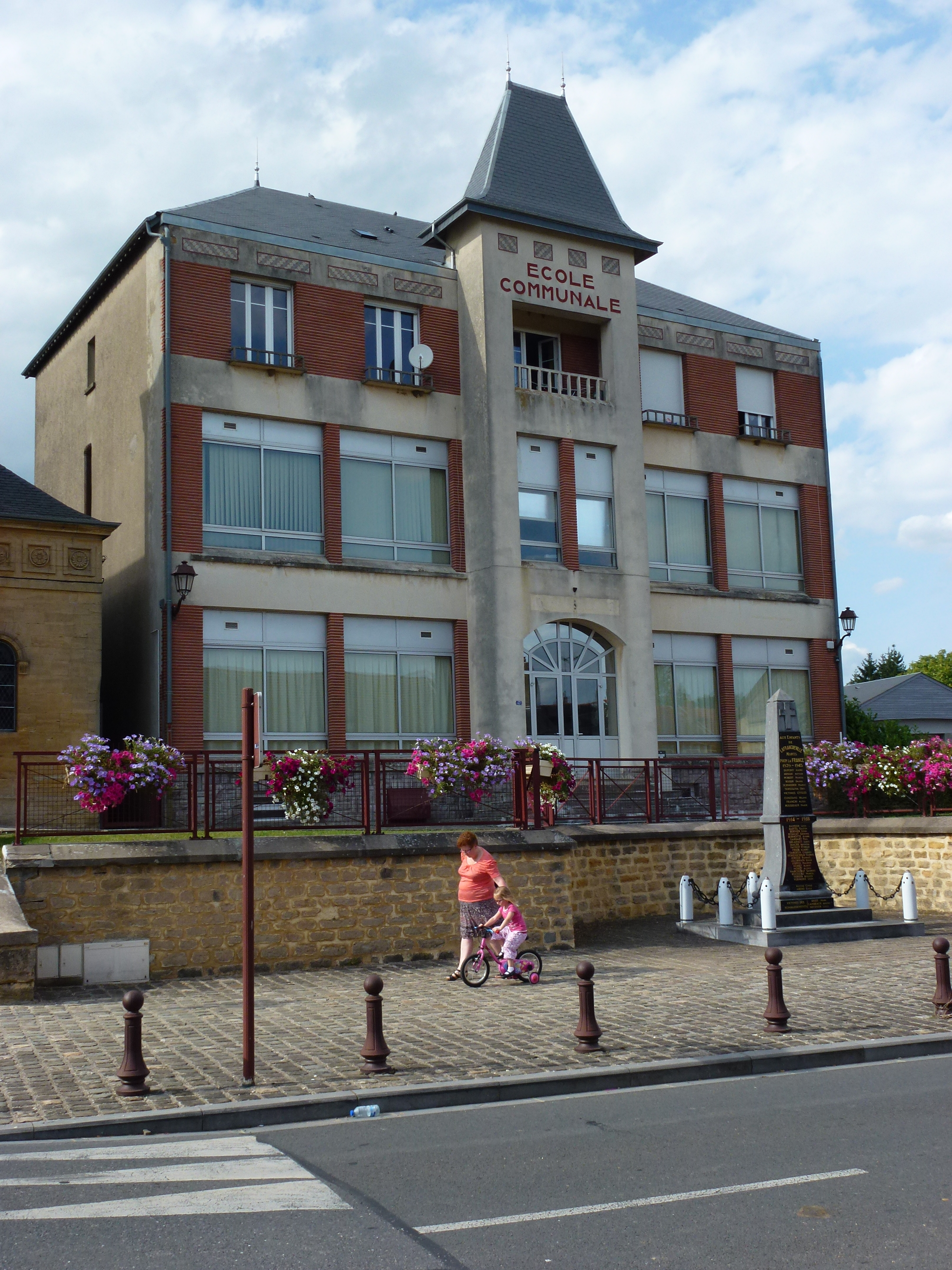
De school
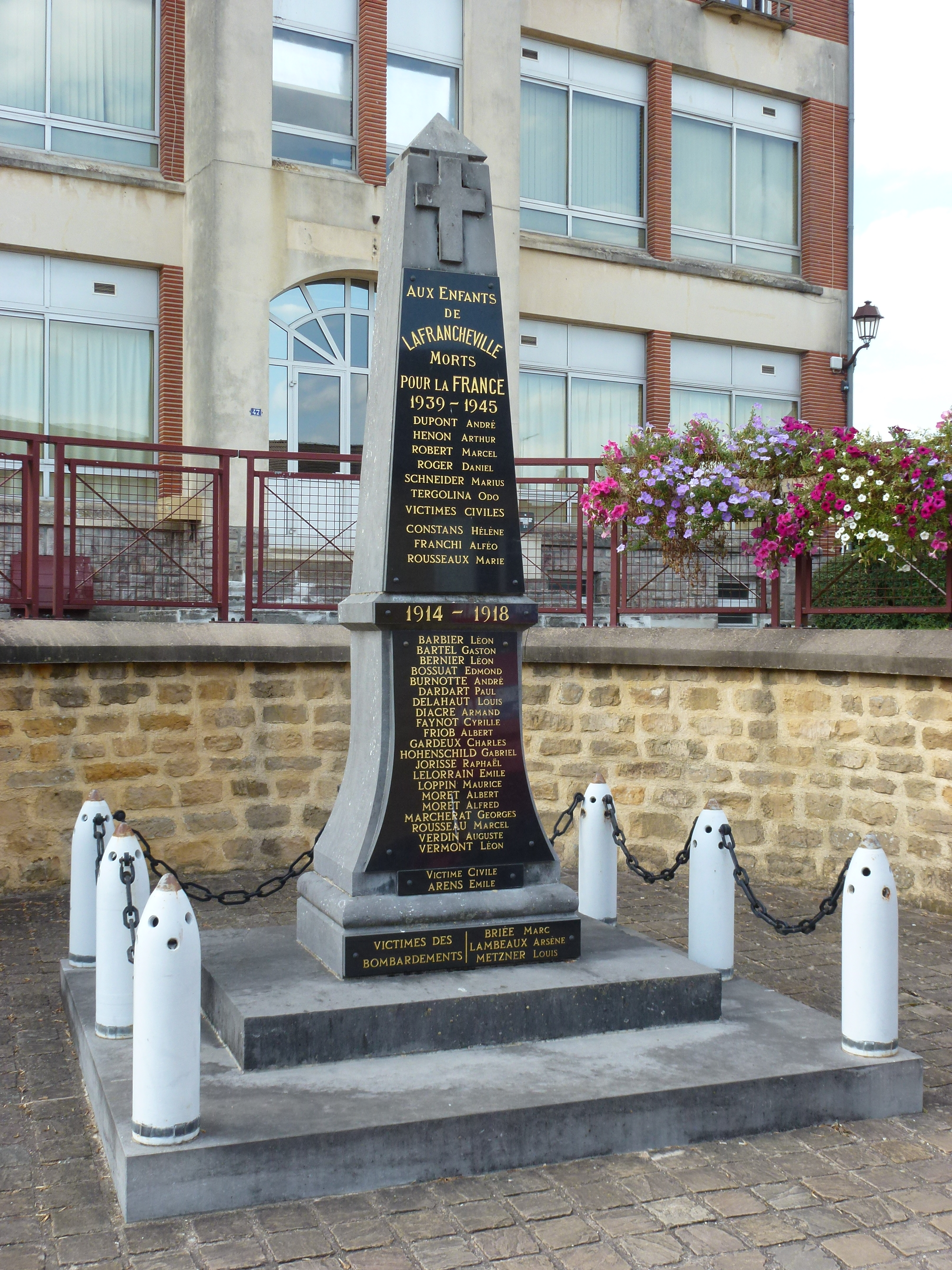
Het oorlogsmonument